# Cymatophora excurvaria
Cymatophora excurvaria är en fjärilsart som beskrevs av W. Warren 1907. Cymatophora excurvaria ingår i släktet Cymatophora och familjen mätare. Inga underarter finns listade i Catalogue of Life.